# Streptoneure
Une disposition streptoneure est une disposition du système nerveux où les connectifs des ganglions se croisent. Elle est due à une torsion complète et définitive de la larve véligère. Cette disposition particulière du système nerveux s'observe chez les gastéropodes prosobranches (où les branchies sont situées à l'avant de l'organisme).
Dans le cas d'une torsion de la larve véligère n'incluant pas un croisement des connectifs, on parle d'un système nerveux en disposition euthyneure.